# Fischerinsel (Tollensesee)
Fischerinsel (dosł. Wyspa Rybacka) – wyspa jeziorna w Niemczech, w kraju związkowym Meklemburgia-Pomorze Przednie, w powiecie Mecklenburgische Seenplatte, w pobliżu Neubrandenburga. Położona jest w południowej części jeziora Tollensesee, naprzeciwko miasta Penzlin.
Wyspa ma 150 m długości oraz 40 m szerokości i porośnięta jest drzewami. W połowie wyspy, na wschodnim jej krańcu stoi zrujnowana chata rybacka z 1729, która była użytkowana jeszcze w latach 70. XX wieku. Nocowali w niej rybacy, którzy wykonywali swój zawód na jeziorach Tollensesee oraz na pobliskim Lieps. Obecnie podejmuje się próby odrestaurowania chaty.

## Wykopaliska archeologiczne
Przez długi czas na wyspie trwały badania, ponieważ twierdzono, iż znajdowało się na niej główne legendarne centrum kultu słowiańskich Wieletów – Radogoszcz. W roku 1969 podczas wykopalisk archeologicznych przeprowadzonych pod kierunkiem  niemieckiego archeologa Adolfa Hollnagela, odkryto w warstwie datowanej na XI–XII wiek dwie figury kultowe z drewna dębowego. Pierwsza, o wysokości 1,78 m, przedstawia umieszczone na kolumnie dwa zrośnięte ze sobą męskie popiersia z dużymi oczami, nosami i wąsami. Druga figura, mierząca 1,57 m, przedstawia postać żeńską z wyraźnie zaznaczonym biustem.  Znalezisko to zdaniem badaczy może potwierdzać istnienie u Słowian kultu bliźniaczych bóstw (por. Lel i Polel).
Odkryto także wiele elementów z drewna, pochodzących z zamku Wustrow (castrum Wustrow), który istniał tutaj do XIII w. W roku 1886 odnaleziono most który prowadził z lądu obok zamku na wyspę. Podczas kolejnych wykopalisk odkrywano cenne znaleziska takie jak: klucze, noże, siekiery, groty włóczni, kabłączki skroniowe, monety srebrne i inne. Przypuszcza się, że na niej znajdowała się ufortyfikowana osada. W roku 1977 inny niemiecki archeolog Hartmut Boeck odkrył w północno-wschodniej części wyspy miejsce w kształcie prostokąta o wymiarach 40m×14m, które z roku na rok coraz bardziej zarastało. Wyciągnął on jednak wniosek, że musiał tutaj niegdyś stać jakiś budynek. Wcześniejsze wiercenia w tym samym miejscu, które w roku 1905 przeprowadził Gustav Oesten, dowodziły o istnieniu w tym miejscu kawałków węgla drzewnego oraz skorup ceramicznych. Budynek czy też zamek znajdujący się niegdyś w północno-wschodniej części wyspy, wskazują na osadę kultu Słowian.
Większość badaczy uznaje, że na wyspie lub w jej pobliżu znajdowała się Radogoszcz.

## Galeria

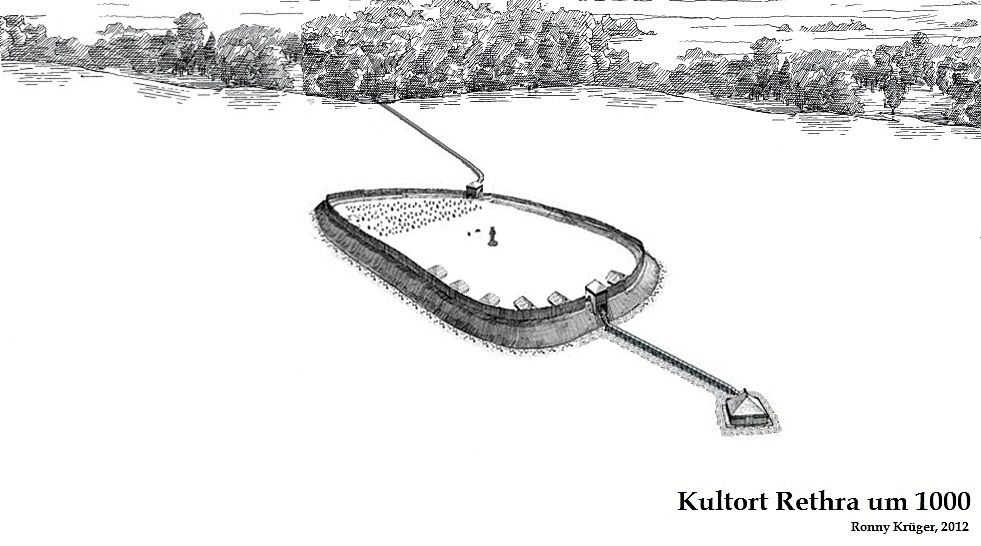
Rekonstrukcja grodu na wyspie.
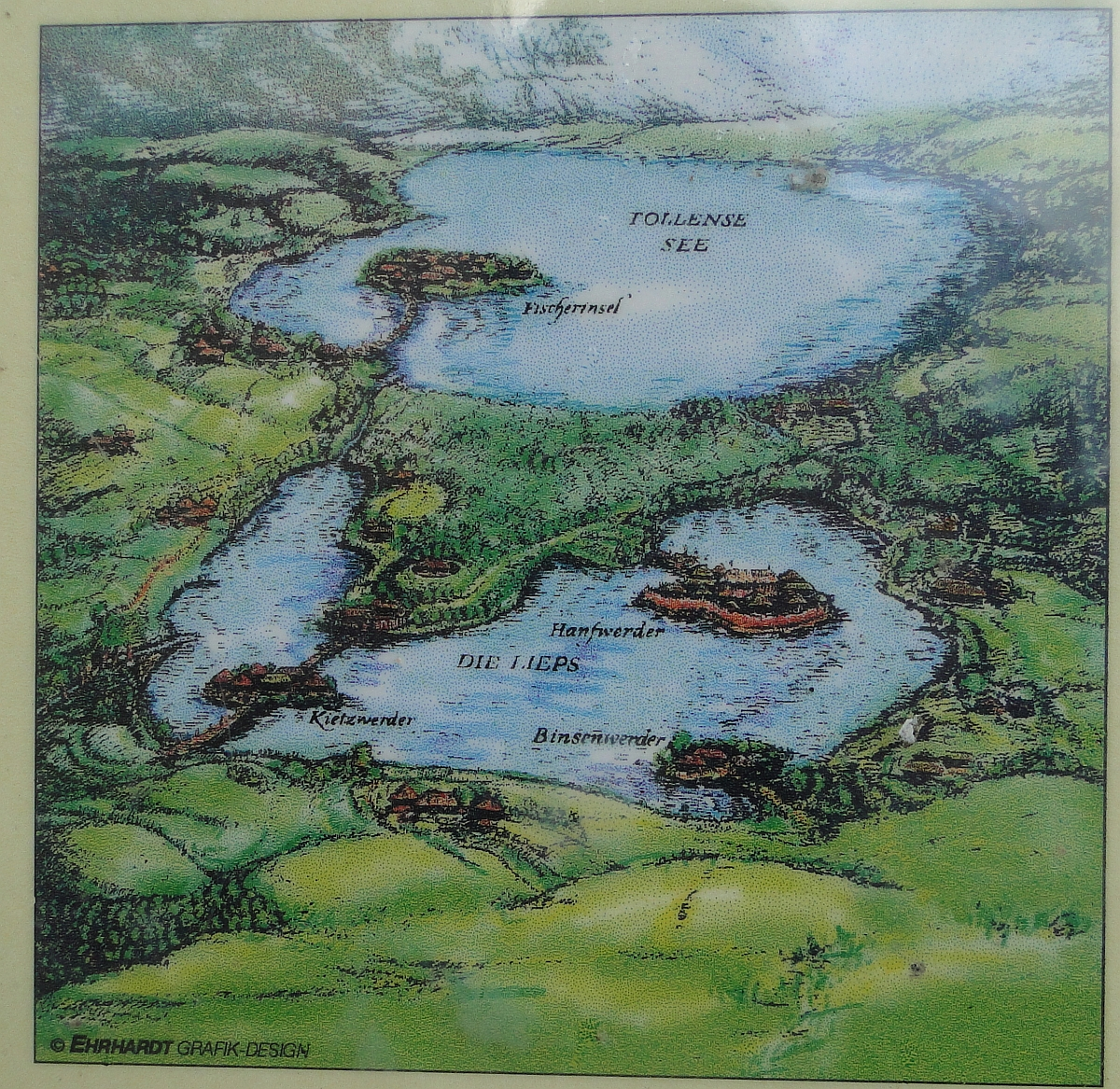
Mapa Radogoszczy na tablicy informacyjnej.
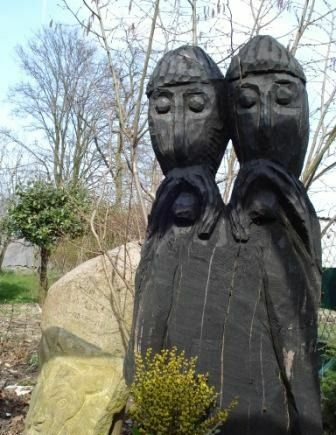
Kopia bliźniaczego posągu kultowego.